# 天津大学出版社
天津大学出版社是中华人民共和国的一家出版社，成立于1985年1月，社址位于天津市，由中华人民共和国教育部主管，天津大学主办。